# Michel Rouge
Michel Rouge (* 1. Juni 1950 in Paris) ist ein französischer Comiczeichner.

## Werdegang
Nach dem Grafikstudium in Paris besuchte Michel Rouge einige Kurse für angewandte Kunst bei Yves Got und Georges Pichard. Er unternahm zwischendurch mehrere Reisen in den Nahen Osten. Seine Laufbahn als Comiczeichner begann in Pif Gadget, wo er André Chéret in Rahan und Norma in Flammender Speer assistierte. In einer Episode von Leutnant Blueberry konnte er die Tuschzeichnungen für Jean Giraud ausführen.
Mit Legende vom zerborstenen Planeten erschien 1978 in Métal Hurlant seine erste albenlange Geschichte. Dies war der Beginn einer langjährigen Zusammenarbeit mit dem Texter Rodolphe. Nach zwei im Mittelalter angesiedelten Reihen erhielt er von Greg die Möglichkeit, den Western Comanche zu übernehmen. Für Jean Giraud zeichnete er außerdem eine Episode von Marshal Blueberry. Seine erste Serie, die in der heutigen Zeit spielt, erschien 2012.

## Werke (Auswahl)
- Legende vom zerborstenen Planeten (1978)
- Die Pforten des Himmels (1981–1985)
- Die heldenhaften Reiter (1986–1988)
- Comanche (1990–2002)
- Marshal Blueberry (2000)
- Der Samaritaner (2004–2009)
- Kashmeer (2012–2015)